# Czeski Las (Góry Bardzkie)
Czeski Las - dawna kolonia leśna w Polsce położona w województwie dolnośląskim, w powiecie kłodzkim, w gminie Kłodzko w Górach Bardzkich, należała do wsi Wojbórz.

## Położenie
Kolonia położona była w Górach Bardzkich, na rozległym spłaszczeniu pomiędzy szczytami Stróża i Zajęcznik, na wysokości około 550–600 m n.p.m.

## Historia
Osada powstała w pierwszej połowie XVIII wieku, założona przez mieszkańców Wojborza. Składała się z 8 zagród i folwarku. Po 1945 roku została opuszczona, a zabudowania popadły w ruinę i zostały rozebrane. Po kolonii Czeski Las pozostały: Polana Makowiak i Polana Klauza.

## Szlaki turystyczne
- Główny Szlak Sudecki (Świeradów-Zdrój – Prudnik) na odcinku Czerwieńczyce - Czeski Las - Przełęcz Srebrna
- Przełęcz Wilcza - Przełęcz Wilcze Rozdroże - Czeski Las. Umożliwia wariantowe przejście z Barda na Przełęcz Srebrną. Łącznik do szlaku  na Przełęczy Wilczej.[2]
- Do połowy lat 50. XX wieku przez Czeski Las prowadził szlak  z Barda na Przełęcz Srebrną[1], ale po zamknięciu wiaduktu w Srebrnej Górze został przeniesiony.